# STS-133
STS-133 est l'antépénultième mission de la flotte des navettes spatiales américaines dont le retrait a été décidé en 2004 et confirmé début 2010. La navette Discovery, dont le lancement a été effectué le 24 février 2011 (initialement prévu le 1er novembre 2010 mais a subi huit reports), a transporté les derniers composants non russes de la station spatiale internationale ainsi que quelques pièces de rechange. L'administration Obama a finalement rajouté ce dernier vol au programme des navettes spatiales afin de terminer l'assemblage de la station spatiale internationale.
Dans le cas où la navette serait incapable de revenir sur Terre, une mission de sauvetage est prévue.
Afin de marquer le coup du dernier vol de Discovery, la NASA offre à tout internaute la possibilité d'envoyer une photo lui-même dans l'espace. Le programme baptisé Face in Space (Visage dans l'espace) permet via le site de la NASA d'envoyer une photo de soi qui sera embarquée dans la navette lors du vol. L'offre est valable aussi pour le dernier vol d'Endeavour (STS-134).

## Détail du fret transporté
Dans le cadre de cette mission la navette Discovery a transporté à la station spatiale internationale les éléments suivants :
- la palette ExPRESS 4 (ELC-4) qui comme les trois autres éléments du même type a été installée sur la poutre pour accueillir des pièces détachées et des expériences scientifiques[4] ;
- le Module Logistique Multi-Usages Leonardo qui reste attaché de manière permanente à la station spatiale internationale pour servir de lieu de stockage[5] ;
- des pièces de rechange parmi lesquelles 2 antennes en bande S, un réservoir de gaz à haute pression, des pièces de rechange pour le bras Dextre et des revêtements de protection contre les débris spatiaux[6] ;
- le robonaut 2.

## Équipage
La Nasa a annoncé l'équipage le 18 septembre 2009 :
- Commandant : Steven W. Lindsey (5)  États-Unis
- Pilote : Eric A. Boe (2)  États-Unis
- Spécialiste de mission 1 : B. Alvin Drew (2)  États-Unis
- Spécialiste de mission 2 : Michael Barratt  (2)  États-Unis
- Spécialiste de mission 3 : Stephen G. Bowen (3)  États-Unis

(remplace Timothy Kopra accidenté à bicyclette en janvier 2011)

Cela fait de S.G.Bowen le premier astronaute à participer à deux missions consécutives.
- Spécialiste de mission 4 : Nicole Stott (2)  États-Unis

Le nombre entre parenthèses indique le nombre de vols effectués par l'astronaute, STS-133 inclus.